# Фрауэнлоб
Фра́уэнлоб (нем. Frauenlob — псевдоним, настоящее имя Генрих Мейсенский — нем. Heinrich von Meißen; 1250/1260, Мейсен — 29 ноября 1318, Майнц) — немецкий поэт и музыкант, миннезингер. 

## Биография
Выходец из среднего класса, Фрауэнлоб благодаря таланту сделал карьеру знаменитого придворного музыканта. Он пел при дворе чешского короля Вацлава II, (в 1299) герцога Каринтии Генриха Хорутанского и других светских иерархов. Последние годы жил в Майнце под покровительством архиепископа Петера фон Аспельта (в прошлом канцлера Вацлава II). В Майнце Фрауэнлоб основал первую «певческую школу», по примеру которой возникли «певческие братства» — центры мейстерзанга. Похоронен в восточной части крестового хода Майнцского собора. В 1774 г. его могила была разрушена (восстановлена в 1783).

## Творчество
Поэтико-музыкальное наследие Фрауэнлоба, сохранившееся в Манесском кодексе, Йенском, Веймарском и Кольмарском песенниках, охватывает 3 лейха (Marienleich, Minneleich, Kreuzleich), 320 шпрухов (все в форме бар) и несколько лирических песен (Minnelieder, музыка к ним не сохранилась). 
Своё прозвище Фрауэнлоб («Хвала Деве») получил из-за многочисленных произведений во славу Девы Марии (frouwe). Особенно значим в этом смысле масштабный (508 стихов, 20 строф) Лейх о Марии (Marienleich, Frauenleich), написанный около 1300 года. В его вычурной «мистической» поэзии исследователь констатирует «неподобающе чувственное описание эротических свиданий Девы Марии с Богом, оправданных тайными высшими смыслами». В лейхе также встречаются парафразы из библейских книг Песни песней, Премудрости Соломона и Апокалипсиса.
Фрауэнлоб также сочинял также стихи для короля Рудольфа I Габсбурга, короля Вацлава II. На творческую личность Фрауэнлоба большое влияние оказал миннезингер старшего поколения Конрад Вюрцбургский. В посвящённом ему стихотворении «Geviolierte bluete kunst» Фрауэнлоб сетует, что вместе с Конрадом умерло и поэтическое искусство.
Исследователи идентифицировали десять мелодических моделей («тонов»), которые атрибуируют Фрауэнлобу как композитору. Наиболее известен так называемый долгий тон (Langer Ton). По обычаю миннезанга, на одну и ту же мелодию Фрауэнлоб распевал различные духовные и светские стихи (использование долгого тона зарегистрировано в 122 его произведениях).  Помимо долгого тона, в список мелодических моделей Фрауэнлоба входят Flugton (летящий тон), Goldener Ton (золотой тон), Grüner Ton (зелёный тон), Kurzer Ton (короткий тон), Lied 1 (песня 1), Neuer Ton (новый тон), Vergessener Ton (забытый тон), Würgendrüssel (горлодушитель; специфическое название объясняется широким диапазоном мелодии, охватывающей почти 2 октавы), Zarter Ton (нежный тон).

## Рецепция
Фрауэнлоб получил известность еще при жизни — по своей популярности он мог соревноваться с Вальтером фон дер Фогельвейде. Музыка Фрауэнлоба пользовались не меньшей популярностью, чем стихи. Особенно востребованным оказался его "долгий тон", на который были распеты около 200 поэтических произведений.

## Издания сочинений
- Rietsch H. Gesänge von Frauenlob, Reinmar von Zweter und Alexander // Denkmäler der Tonkunst in Österreich. Bd. 41. Graz, 1960.
- Stackmann K., Bertau K.H. Heinrich von Meissen: Leiche, Sangsprüche, Lieder. 2 Bde. Göttingen, 1981.
- Frauenlob's Song of songs: a medieval German poet and his masterpiece. Translated by Barbara Newman. University Park (Pa.): The Pennsylvania State University Press, 2006 (английский перевод Лейха о Марии, научные комментарии к тексту, биографический очерк и др.).

## Дискография
- Frauenlob. Frauenlobs Leich, oder der Guldin Fluegel // Ансамбль «Sequentia» (DHM/BMG 05472 77309 2; зап. 1990; релиз 2000)
- Frauenlob. Der Taugenhort // Ансамбль "Per-sonat" (Christophorus CHR 77285; релиз 2008)